# AeroVironment RQ-11 Raven
O AeroVironment RQ-11 Raven é um pequeno veículo aéreo não tripulado (VANT) de vigilância e reconhecimento desenvolvido para as Forças Armadas dos Estados Unidos, mas agora adotado pelas forças militares de muitos outros países.
O RQ-11 Raven foi originalmente introduzido como FQM-151 em 1999, e em 2002 foi desenvolvido como conhecemos hoje, assemelhando-se a um aeromodelo de voo livre da classe FAI F1C em aparência geral. A aeronave é lançada manualmente e acionada por um motor elétrico por impulsão. O avião pode voar até 10 km em altitudes de aproximadamente 150 m acima do nível do solo e mais de 4.500 m acima do nível médio do mar, em velocidades de voo de 45–100 km/h.

## Desenvolvimento
O RQ-11B Raven é fabricado pela AeroVironment. Entrou em produção em larga escala em 2006 para suprir a demanda das Forças Armadas dos Estados Unidos. Também foi adotado pelas forças militares de muitos outros países, com mais de 19.000 RQ-11 entregues a clientes em todo o mundo.
O Raven pode ser controlado remotamente a partir de uma estação terrestre ou voar em missões de maneira automática a navegação por GPS. O drone pode ser ordenado a retornar imediatamente ao seu ponto de lançamento pressionando um único botão de comando. As cargas de missão incluem câmeras de vídeo coloridas CCD e uma câmera de visão noturna infravermelha.
O RQ-11B Raven pesa 1.9 kg, tem uma autonomia de 60–90 minutos e um raio operacional de 10 km.
O RQ-11B Raven é lançado à mão ao ar e tem a capacidade de pousar de forma autônoma, por meio de seu piloto automático. O VANT pode fornecer inteligência aérea diurna ou noturna, vigilância, aquisição de alvos e reconhecimento.

## Operadores
O Raven é usado pelo Exército dos Estados Unidos, Força Aérea, Corpo de Fuzileiros Navais e Comando de Operações Especiais. Além disso, os clientes estrangeiros incluem a Austrália, Estônia, Itália, Dinamarca, Espanha e República Tcheca. Desde o início de 2012, mais de 19.000 modelos já foram entregues, tornando-o o sistema VANT mais amplamente adotado no mundo hoje.

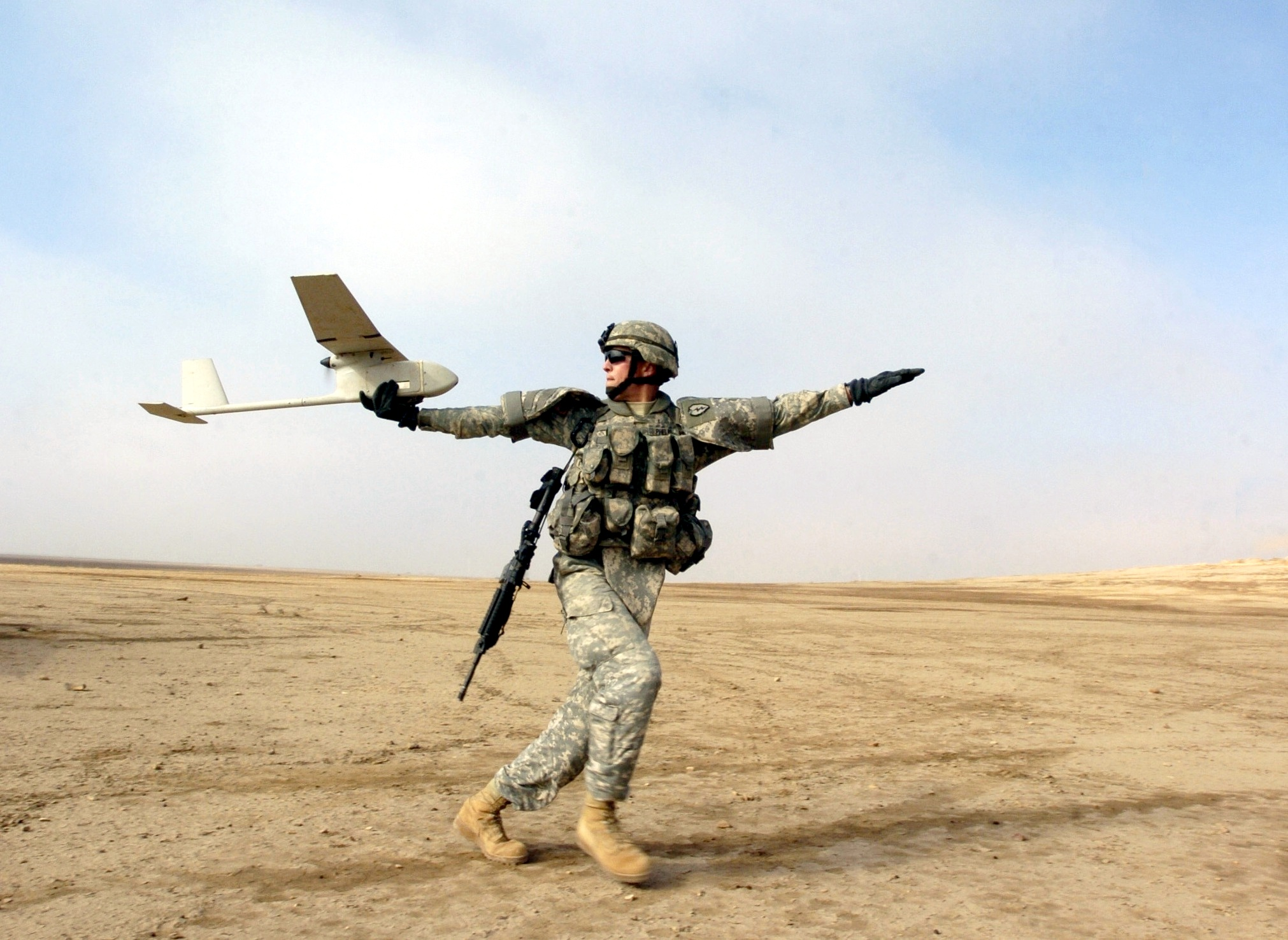
Um soldado americano no Iraque lançando o Raven

As forças britânicas no Iraque usaram equipamentos Raven. O Exército Real Dinamarquês adquiriu 12 sistemas Raven em setembro de 2007. O drone aparece sendo usado pelos operadores dos SEALs no filme Ato de Valor, de 2012.
O Ministério da Defesa dos Países Baixos adquiriu 72 sistemas operacionais RQ-11B com um valor total de US$ 23,74 milhões para uso nas unidades de reconhecimento do Exército, seu Corpo de Fuzileiros Navais e suas Forças Especiais (KCT). Na virada do ano de 2009 para 2010, os sistemas foram implantados em uma base próxima à aldeia Veen. Em 2012 e 2013, o Raven foi emprestado pelo Departamento de Defesa ao Departamento de Polícia de Almere para combater roubos e furtos.
Em junho de 2011, os EUA anunciaram US$ 145,4 milhões em ajuda militar para esforços antiterrorismo no norte e leste da África, incluindo quatro sistemas Raven a serem usados por forças de Uganda e Burundi como parte da missão de manutenção da paz da União Africana na Somália. Os EUA também anunciaram sua intenção de fornecer um número não especificado de Ravens para as forças armadas ucranianas. Os operadores ucranianos criticaram o sistema de controle analógico do Raven, que os tornava vulneráveis a interferências hackers por separatistas apoiados pela Rússia.

### Operadores atualmente
Arábia Saudita
- Forças Armadas da Arábia Saudita

 Austrália
- Forças Armadas da Austrália

 Bélgica
- Forças Armadas da Bélgica

 Bulgária
- Forças Armadas da Bulgária[16]

 Canadá
- Forças Canadenses[17]

 Colômbia
- Forças Armadas da Colômbia[18]

 Costa Rica
- Força Pública da Costa Rica[18]

 Chéquia
- Forças Armadas da Tchéquia[19]

 Eslováquia
- Forças Armadas da Eslováquia

 Espanha
- Forças Armadas da Espanha

 Estados Unidos

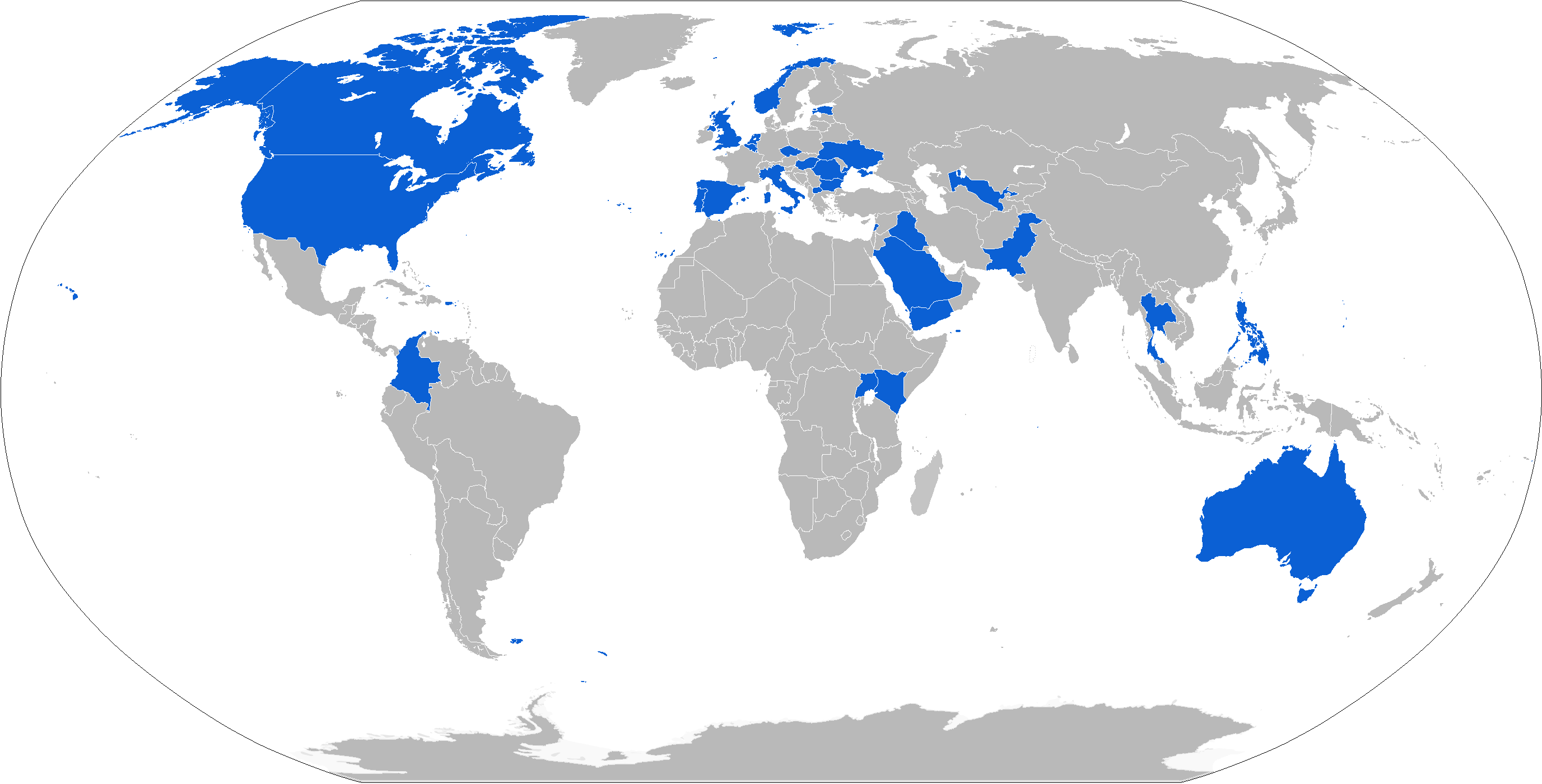
Mapa com operadores militares do RQ-11 em azul

- Forças Armadas dos Estados Unidos: 1.798 sistemas.[20]

 Estónia
- Forças Armadas da Estônia

 Filipinas
- Forças Armadas das Filipinas[21]

 Hungria
- Forças Armadas da Hungria[22]

 Iêmen
- Forças Armadas do Iêmen[23]

 Iraque
- Forças Armadas do Iraque[24]

 Itália
- Forças Armadas da Itália

 Quênia
- Forças Armadas do Quênia

 Líbano
- Forças Armadas do Líbano: 12 sistemas.[25][26][27][28]

 Lituânia
- Forças Armadas da Lituânia

 Luxemburgo
- Forças Armadas de Luxemburgo

 Macedônia do Norte
- Forças Armadas da Macedônia do Norte[29]

 Noruega
- Forças Armadas da Noruega

 Países Baixos
- Forças Armadas dos Países Baixos

 Paquistão
- Forças Armadas do Paquistão[30]

 Portugal
- Forças Armadas de Portugal[31]: 36 sistemas.[32]

 Reino Unido
- Forças Armadas do Reino Unido

 Roménia
- Forças Armadas Romenas

 Tailândia
- Forças Armadas da Tailândia

 Ucrânia
- Força Aérea da Ucrânia: 72 sistemas.[33][34]

 Uganda
- Força de Defesa Popular de Uganda

 Uzbequistão
- Forças Armadas do Uzbequistão.[35][36]

## Especificações
- Envergadura da asa: 4,5 pés (1.372 milímetros)
- Comprimento: 3 pés (915 milímetros)
- Peso: 4,2 libras (1.906 g)
- Motor: motor elétrico Aveox 27/26/7-AV
- Velocidade de cruzeiro: aprox. 18.64 mph (30.00 km/h)
- Alcance: 6,2 milhas (10 km)
- Autonomia: aprox. 60–90 min